# حکیم شاکر
حکیم شاکر (عربی: حكيم شاكر فليح العزاوي؛ زاده ۷ ژانویهٔ ۱۹۶۳) یک بازیکن فوتبال اهل عراق است.